# 퀴네트 정리
대수적 위상수학에서 퀴네트 정리(영어: Künneth theorem)는 곱공간의 호몰로지 및 코호몰로지에 대한 정리다. 체 계수의 경우, 곱공간의 (코)호몰로지는 각 성분의 (코)호몰로지의 곱이다. 주 아이디얼 정역 계수의 경우, 곱공간의 (코)호몰로지는 꼬임 부분군을 포함하는 분할 완전열로 나타내어진다. 일반적 가환환 계수의 경우, 곱공간의 (코)호몰로지는 스펙트럼 열의 극한으로 계산할 수 있다.

## 정의

### 체 계수
{\displaystyle X}와 {\displaystyle Y}가 위상 공간이라고 하고, {\displaystyle \operatorname {H} _{\bullet }(-;K)}가 체 {\displaystyle K}의 계수를 가진 특이 호몰로지라고 하자. 그렇다면 다음이 성립한다.
{\displaystyle \bigoplus _{i+j=k}\operatorname {H} _{i}(X;K)\otimes _{K}\operatorname {H} _{j}(Y;K)\cong \operatorname {H} _{k}(X\times Y;K)}
이를 퀴네트 정리라고 한다. 이에 따라, 베티 수에 대해서는 다음이 성립한다.
{\displaystyle b_{X}(t)=\sum _{i}t^{i}\dim _{\mathbb {Q} }\operatorname {H} _{i}(X;\mathbb {Q} )}
가 베티 수의 생성함수라고 하자. 그렇다면
{\displaystyle b_{X}(t)b_{Y}(t)=b_{X\times Y}(t)}
이다.
호몰로지 대신 코호몰로지로도 퀴네트 정리를 적을 수 있다. 코호몰로지는 호몰로지와 달리 등급환을 이룬다. 코호몰로지 환을 {\displaystyle \operatorname {H} ^{\bullet }}이라고 적으면, 다음이 성립한다.
{\displaystyle \operatorname {H} ^{\bullet }(X;K)\otimes _{K}\operatorname {H} ^{\bullet }(Y;K)\cong \operatorname {H} ^{\bullet }(X\times Y;K)}
여기서 좌변은 등급환의 {\displaystyle K}-텐서곱이다.

### 주 아이디얼 정역 계수
만약 계수가 체가 아닌 일반적인 가환환인 경우, 퀴네트 정리는 꼬임 때문에 더 복잡해진다.
만약 계수가 주 아이디얼 정역 {\displaystyle R}인 경우, 퀴네트 정리에 따르면 다음과 같은 {\displaystyle R}-가군의 짧은 완전열이 존재한다.
{\displaystyle 0\to \bigoplus _{i+j=k}\operatorname {H} _{i}(X;R)\otimes _{R}\operatorname {H} _{j}(Y;R)\to \operatorname {H} _{k}(X\times Y;R)\to \bigoplus _{i+j=k-1}\operatorname {Tor} _{1}^{R}(\operatorname {H} _{i}(X;R),\operatorname {H} _{j}(Y;R))\to 0}
여기서 {\displaystyle \operatorname {Tor} }는 Tor 함자다. 이 짧은 완전열은 분할 완전열이지만, 이 분할은 표준적(canonical)이지 않다.
마찬가지로, 주 아이디얼 정역 {\displaystyle R} 계수의 코호몰로지에 대하여, {\displaystyle R}-가군의 짧은 완전열이 존재한다.
{\displaystyle 0\to \bigoplus _{i+j=k}\operatorname {H} ^{i}(X;R)\otimes _{R}\operatorname {H} ^{j}(Y;R)\to \operatorname {H} ^{k}(X\times Y;R)\to \bigoplus _{i+j=k+1}\operatorname {Tor} _{1}^{R}(\operatorname {H} ^{i}(X;R),\operatorname {H} ^{j}(Y;R))\to 0}
여기서 {\displaystyle \operatorname {Tor} }는 Tor 함자다. 이 짧은 완전열 역시 분할 완전열이다.

### 호몰로지 스펙트럼 열
임의의 가환환 {\displaystyle R} 계수의 호몰로지에 대하여, 퀴네트 정리는 다음과 같은 퀴네트 스펙트럼 열(영어: Künneth spectral sequence) {\displaystyle E_{\bullet \bullet }^{\bullet }}로 표현된다.:§3.1 퀴네트 스펙트럼 열의 2번째 쪽은 다음과 같은 Tor 함자이다.
{\displaystyle E_{pq}^{2}=\bigoplus _{q_{1}+q_{2}=q}\operatorname {Tor} _{p}^{R}\left(\operatorname {H} _{q_{1}}(X;R),\operatorname {H} _{q_{2}}(Y;R)\right)}
이 스펙트럼 열은 곱공간의 호몰로지로 수렴한다.
{\displaystyle E_{pq}^{2}\Rightarrow E_{pq}^{\infty }\cong \operatorname {H} _{p+q}(X\times Y;R)}
보다 일반적으로, 위상군 {\displaystyle G}가 연속적으로 오른쪽에서 작용하는 위상 공간 {\displaystyle X} 및 연속적으로 왼쪽으로 작용하는 위상 공간 {\displaystyle Y}가 주어졌고, {\displaystyle Y\twoheadrightarrow Y/G}가 {\displaystyle G}-주다발을 이룬다고 하자. 이 경우 {\displaystyle G}의 호몰로지 {\displaystyle \operatorname {H} _{\bullet }(G;R)}는 자연스럽게 환을 이루며, 이는 {\displaystyle X}와 {\displaystyle Y}의 호몰로지에 각각 오른쪽 및 왼쪽에서 작용한다. 그렇다면 스펙트럼 열,
{\displaystyle E_{pq}^{2}=\bigoplus _{q_{1}+q_{2}=q}\operatorname {Tor} _{p}^{\operatorname {H} _{\bullet }(G;R)}\left(\operatorname {H} _{q_{1}}(X;R),\operatorname {H} _{q_{2}}(Y;R)\right)}
은 다음과 같은 {\displaystyle G}-곱공간의 호몰로지로 수렴한다.:§3.1
{\displaystyle E_{pq}^{2}\Rightarrow E_{pq}^{\infty }\cong \operatorname {H} _{p+q}(X\times _{G}Y;R)}
여기서
{\displaystyle X\times _{G}Y={\frac {X\times Y}{(x,g\cdot y)\sim (x\cdot g,y)\;\forall g\in G,x\in X,y\in Y}}}
이다. 이는 {\displaystyle G}가 자명군일 경우 단순한 곱공간이 된다.

### 코호몰로지 스펙트럼 열
마찬가지로, 코호몰로지의 경우 다음과 같은 스펙트럼 열이 존재한다.:§3.2
{\displaystyle E_{2}^{pq}=\bigoplus _{q_{1}+q_{2}=q}\operatorname {Tor} _{p}^{R}\left(\operatorname {H} ^{q_{1}}(X;R),\operatorname {H} ^{q_{2}}(Y;R)\right)}
만약 {\displaystyle X}와 {\displaystyle Y}의 코호몰로지가 각 차수에서 {\displaystyle R}-유한 생성 가군이라면, 이 스펙트럼 열은 {\displaystyle X\times Y}의 코호몰로지로 수렴한다.
{\displaystyle E_{2}^{pq}\Rightarrow E_{\infty }^{pq}\cong \operatorname {H} ^{p+q}(X\times Y;R)}
보다 일반적으로, 연속 함수 {\displaystyle f\colon X\to B}, {\displaystyle g\colon Y\to B}가 주어졌으며 {\displaystyle g}는 올뭉치를 이룬다고 하자. 그렇다면 {\displaystyle \operatorname {H} ^{\bullet }(B;R)}는 {\displaystyle X}와 {\displaystyle Y}의 코호몰로지 위에 각각 오른쪽 · 왼쪽에서 작용한다. 다음 조건들을 가정하자.
- {\displaystyle B}는 단일 연결 공간이다.
- {\displaystyle X}, {\displaystyle Y}, {\displaystyle B}의 코호몰로지는 각 차수에서 {\displaystyle R}-유한 생성 가군이다.

그렇다면 스펙트럼 열
{\displaystyle E_{2}^{pq}=\bigoplus _{q_{1}+q_{2}=q}\operatorname {Tor} _{p}^{\operatorname {H} ^{\bullet }(B;R)}\left(\operatorname {H} ^{q_{1}}(X;R),\operatorname {H} ^{q_{2}}(Y;R)\right)}
은 다음과 같은 당김의 코호몰로지로 수렴한다.:§3.2
{\displaystyle E_{2}^{pq}\Rightarrow E_{\infty }^{pq}\cong \operatorname {H} ^{p+q}(X\times _{B}Y;R)}
여기서 {\displaystyle X\times _{B}Y}는 범주론적 당김
{\displaystyle X\times _{B}Y=\{(x,y)\in X\times Y\colon f(x)=g(y)\}}
이다. 이는 {\displaystyle B}가 한원소 공간일 경우 단순한 곱공간이 된다.

## 역사
독일의 수학자 헤르만 퀴네트(독일어: Hermann Künneth)가 1923년에 발표하였다.

## 같이 보기
- 르레-이르슈 정리